# فرشاد مؤمنی
فرشاد مؤمنی (زادهٔ ۳ خرداد ۱۳۳۴ تهران) اقتصاددان، استاد اقتصاد دانشگاه علامه طباطبایی و رئیس مؤسسه دین و اقتصاد است که برخی نظریات اقتصادی او را منسوب به طیف چپ اقتصادی دانسته‌اند. او کارشناس و صاحب نظر اقتصاد توسعه بوده و دارای مدرک کارشناسی ارشد اقتصاد از دانشگاه تهران و دکترای اقتصاد از دانشگاه علامه طباطبایی است.
مؤمنی به عنوان یکی از برجسته‌ترین چهره‌های طیف نهادگرا در ایران است. اقتصاد نهادگرایی در سطح دنیا یک دیدگاه هترودکسی به تحلیل‌های اقتصاد جریان اصلی است که بر اثر نهادها در فرایند تحول اقتصادی تأکید دارد اما جریان نهادگرایی در ایران توسط برخی اندیشمندان اقتصاد متعارف ناآشنا و خارج از چارچوب نهادگرایی و زبان علمی نهادگرایی مرسوم در دنیا دانسته شده و توسط آنها به عنوان پوششی جدید برای فعالیت افراد با گرایش چپ اقتصادی در ایران شناخته می‌شود. مؤمنی خوانش اقتصاد مارکسیستی از نهادگرایی را قبول ندارد و آثاری دربارهٔ دستگاه نظری نهادگرایی و نسبت آن با مفاهیمی مانند حقوق مالکیت و آزادی اقتصادی منتشر کرده است. او از منتقدان بازارگرایی و بازار آزاد است که بر ایجاد بازار‌های تشکیل شده توسط نهادها (نابازار) و کیفیت نهاد‌های پشتیبان آن‌ها تاکید دارد.
او که به عنوان مشاور ارشد اقتصادی میرحسین موسوی قبل از انتخابات دهم ریاست جمهوری ایران انتخاب شده بود در رسانه‌ها به عنوان وزیر اقتصاد دولت پیشنهادی میرحسین موسوی معرفی شد. وی از جمله ۵۰ اقتصاددان امضا کننده نامه حمایت از حسن روحانی در انتخابات ریاست جمهوری ۱۳۹۶ بود.
فرشاد مؤمنی از اعضای حزب جمهوری اسلامی بود و در آن زمان مسئولیت کمیته دانش‌آموزی حزب را برعهده داشت. او در دوران نخست‌وزیری میرحسین موسوی به عنوان دستیار در کنار میرمصطفی عالی‌نسب، مشاور ارشد اقتصادی موسوی، که سکان دار سیاست‌های اقتصادی دهه اول بعد از انقلاب ۱۳۵۷ در ایران شناخته می‌شود کار می‌کرد. وی در دوران جوانی در پیش و پس از انقلاب رابطهٔ نزدیکی با محمد حسینی بهشتی داشت و هم‌اکنون نیز عضو مؤسسه تنظیم و نشر آثار شهید بهشتی است.

## عملکرد و دیدگاه‌ها

### اقتصاد زمان جنگ ایران و عراق
فرشاد مؤمنی در دوران تبلیغات انتخاباتی انتخابات ریاست جمهوری ۱۳۸۸ بیان کرد که ادعای علمی نبودن کارهای (اقتصادی) دولت زمان جنگ را بسیار ناجوانمردانه و غیرواقعی می‌داند. وی بنی صدر را شروع کننده این اتهامات دانست که دربارهٔ اعضای کابینه دولت رجایی مطرح می‌کرد. او در سال ۱۳۹۲ در طی گفتگویی دربارهٔ وضعیت اقتصاد زمان جنگ تحمیلی می‌گوید:

جدی‌ترین منتقدان سیاست‌های اقتصادی دوران جنگ را رباخوران، سوداگران و دلالان تشکیل می‌دادند و بزرگ‌ترین حامیان آن، تولیدکنندگان بودند اما در طی ۲۵ سال گذشته که اقتصاد ما هموراه با فراز و نشیب همراه بوده برعکس این مسئله صادق شده است.
او در سال ۱۳۸۴ بیان اینکه چون طرح سهام عدالت منتهی به رشد و اشتغالزایی نمی‌شود و توزیع رانت است با آن مخالف است.

### بهینه‌سازی مصرف سوخت و طرح هدفمند سازی یارانه‌ها
او در سال ۱۳۹۵ دربارهٔ طرح هدفمند سازی یارانه‌ها که مرحله اول آن در سال ۱۳۸۹ اجرا شد می‌گوید:
اعلام کردند شدت مصرف انرژی (در ایران) بسیار بالاست؛ نئوکلاسیک‌ها هم گفتند کافی است که قیمت را بالا ببریم تا میزان مصرف کاهش پیدا کند، این افزایش شدید قیمت‌ها بر حامل‌های انرژی تحمیل شد و باز هیچ‌یک از وعده‌هایی که انتظار می‌رفت تحقق پیدا نکرد؛ در عوض بی‌سابقه‌ترین مشکلات اقتصادی، اجتماعی و محیط زیستی به مردم و کشور تحمیل شد.

وی در سال ۱۳۸۸ پس از اجرای مرحله اول این طرح در واکنش دربارهٔ ادعای برقراری عدالت پس از اجرای کامل بسته طرح هدفمند کردن یارانه‌ها می‌گوید: «حذف یارانه‌ها از خشن‌ترین، ضد توسعه‌ای‌ترین و ضدعادلانه‌ترین گزینه‌های این بسته است.»

### سیاست پولی و نرخ ارز
مؤمنی در زمینه سیاست‌های ارزی از جمله منتقدان تغییر نرخ‌های دولتی تخصیص ارز (مثل حذف تخصیص ارز ۷ تومانی در سال ۱۳۶۸ یا حذف تخصیص ارز ۱۲۲۶ تومانی در سال ۱۳۹۲ و تک نرخی کردن ارز) که شوک در اقتصاد ایجاد کردند می‌باشد و این شوک‌های ارزی و تضعیف ارزش پول ملی را عامدانه دانسته است و حواله دادن افزایش نرخ ارز به بازار را آدرس غلط می‌داند. مؤمنی معتقد است که بازار آزاد ارز به معنای دقیق و علمی خود در ایران وجود ندارد و به همین دلیل امکان تک‌نرخی‌سازی ارز نیز فراهم نیست.
مؤمنی در بعد ایجابی سیاست‌گذاری ارزی ضمن رد تشکیل بازار آزاد ارز و نرخ ارز شناور در ایران، خواستار تخصیص ارز توسط متخصصانی در بانک مرکزی و دولت شده است که این نرخ دولتی ارز هیچگاه با شوک تغییر نکند.
او در طی مصاحبه‌ای با سایت رادار اقتصاد در سال ۱۴۰۱، دیدگاه سرکوب قیمت ارز در ایران از سال ۱۳۶۸ به بعد به وسیله دلار نفتی و نسبت دادن جهش‌ها و شوک‌های مخرب ارزی به آن را رد و این ایده را ادعای «بازارگرایان آلت دست و مأمور بزک کارهای رانتی» دانسته است. وی با نقل سخنی از داگلاس نورث مبنی بر اینکه: «وقتی کسانی از تعیین کنندگی قیمت سخن به میان می‌آورند اما سخنی از نهادهای پشتیبان کننده نمی‌آورند، اهاله کردن قیمت‌ها به بازار اسم رمز غارت کردن مردم است» ادامه می‌دهد: کجا اسمیت گفته است قیمت ارز در اثر رهاسازی و حاکمیت قانون جنگل حاکم می‌شود؟

#### سیاست ارزی زمان جنگ و دهه ۶۰
مؤمنی از تأیید و تمجید کنندگان از نظام ارزی ایران در دهه ۶۰ و زمان جنگ ایران و عراق است. او دستیار میرمصطفی عالی‌نسب، مشاور ارشد اقتصادی موسوی که به عنوان سکان‌دار سیاست‌های اقتصادی ایران در دولت‌های رجایی و موسوی شناخته می‌شود بود. در این باره مؤمنی در مصاحبه‌ای در سال ۱۳۹۹ در مؤسسه دین و اقتصاد می‌گوید: «یک ذخیرهٔ دانایی بی‌نظیر در زمینهٔ نحوهٔ مواجهه با ذخایر استراتژیک ارزی از دوران جنگ برای ما به یادگار مانده و اگر ما به درستی قدر آن را بدانیم و صادقانه و عالمانه به آنچه در اثر تغییرات جهت‌گیری در نحوهٔ کاربست منابع ارزی در دورهٔ پس از جنگ پدیده آمده به دیدهٔ عبرت نگاه کنیم واقعاً درس‌های بزرگ و استثنائی می‌گیریم.» وی در ادامه بیان می‌کند که در فاصلهٔ سال‌های ۱۳۵۹ تا ۱۳۶۷ بدون اینکه نیاز باشد یک دلار صرف تثبیت نرخ ارز کنیم، نرخ رسمی ارز در کل این دوره با ثبات باقی مانده است.»
این سخنان درحالی است که در دهه ۶۰ و در زمان دولت موسوی در ایران سیاست تثبیت نرخ ارز روی نرخ مشخصی انجام نمی‌شد و با وجود آنکه نرخ رسمی ارز در فاصله‌ی سال‌های ۱۳۵۹ تا ۱۳۶۷ ثابت بود ولی برای واردات و صادرات کالاها گروه‌های ارزی و مجوز‌های خاص وجود داشت و با توجه به آنها نرخ تبدیل ارز واردات و صادرات کالاها توسط دولت محاسبه می‌شد و بعضاً دلار دولتی و بازار ۱۵۰۰ درصد تفاوت قیمت داشتند. واردات کالاهای غیر ضروری به کل ممنوع بود و مواد غذایی و کالاهای ضروری توسط یک سیستم توزیع دولتی و کوپنی عرضه می‌شدند و این سیستم ارزی و تجاری باعث ایجاد رانت‌های گسترده ارزی، بازارهای زیر زمینی و مشاغل کاذب از قبیل فروش ارز و کوپن و احتکار مواد غذایی شده بود. واردات کالاها با نرخ ارزان دولتی و اجبار به تحویل ارز صادر کننده با نرخ پایین به دولت در این دوران باعث از صرفه افتادن فعالیت‌های تولیدی و تعطیل شدن کارگاه‌ها و کارخانجات تولیدی در ایران و مهاجرت گسترده صاحبان این صنایع شد که اموال و کارخانجات این افراد نیز در ادامه اجرای قوانین مصادره اموال پس از انقلاب ۱۳۵۷ ایران با عناوینی مثل «احیاء و اداره صحیح صنایع و توسعه» و «نجات صنعت و اقتصاد کشور» بعد از تعطیلی توسط دولت وقت مصادره می‌شدند.
مومنی در مقاله‌ای در کتاب کارنامه دولت جنگ می‌گوید به دلیل پرهیز از شوک‌درمانی و سیاست‌های تورم‌زا یکی از کمترین نرخ‌های تورم سالانه در سال ۱۳۶۴ در حدود ۷ درصد ثبت شده است. همچنین به دلیل سپردن تخصیص دلارهای نفتی به مجلس و برقراری شفافیت در پی این تصمیم، فساد در این دوره به حداقل رسیده است. مومنی در گفتگو با احمد زید‌آبادی در روزنامه هم‌میهن می‌گوید دولت مهندس موسوی با ذخایر ارزی خود نیازهای اساسی معیشتی مردم و مواد اولیه تولیدکنندگان را تامین می‌کرد و آن را به بازار سیاه گره نزده بود.  همین امر باعث شده بود معیشت مردم در برابر نوسانات ارزی در بازار سیاه واکسینه شود.
سیاست ارزی دولت در دهه ۶۰ در نهایت نه تنها به دلیل دامن زدن به فرار سرمایه نتوانست نیازهای ارزی کشور را تامین کند بلکه با اتمام ذخایر ارزی ایران به شوک درمانی ارزی منتهی شد؛ به طوری که در ابتدای سال ۱۳۶۷ طبق آمار بانک مرکزی نرخ دلار بازار آزاد به یکباره از ۱۴.۱ تومان به ۹۶.۶ تومان (۵۸۰ درصد) افزایش یافت و نخست وزیر وقت، میرحسین موسوی اعلام کرد که دیگر حتی ۱ دلار برای تخصیص به جنگ نداریم. اجرای این سیاست ارز چند نرخی رانتی و تهییج فرار سرمایه از ایران و مشاغل کاذب مثل فروش کوپن، ارز و احتکار مواد غذایی در این دوره درحالی بود که بودجه جنگ کشور به نرخ‌های ثابت از سال ۱۳۶۰ به بعد نه تنها افزایش چشمگیر نداشت بلکه از سال ۱۳۶۵ هر سال رو به کاهش بود و این از دلایش اصلی عدم موفقیت ایران در رسیدن به اهداف جنگی در این دوره و شکست‌ها در میدان‌های جنگ و پذیرش قطعنامه ۵۹۸ در سال ۱۳۶۷ شد.
این در حالی است که مومنی نابسامانی اقتصاد ایران و کاهش ذخایر ارزی در سه سال پایانی جنگ را تحت تاثیر شوک‌های برونزا می‌داند. او ضمن رد امکان تک‌نرخی سازی ارز معتقد است کاهش درآمدهای ارزی در این سه سال معلول حملات رژیم بعثی عراق به تاسیسات تولیدی ایران و همچنین کاهش قیمت نفت در بازار جهانی با هدف فشار به ایران بوده و افت تولید و کسری‌های بودجه در این سه سال را باید از دریچه شوک‌های برونزا و نه قصور مدیریت اقتصادی کشور دید. مومنی اضافه می‌کند که با وجود این فشار بیرونی ذخایر محدود ارزی به خوبی مدیریت شده، به طوری که در این سه سال دولت با وجود کمبود منابع ناشی از این دو شوک تمام توان خود را برای پشتیبانی از جبهه‌های جنگ گذاشته و در داخل کشور نیز یک مورد مرگ ناشی از قحطی و اپیدمی ثبت نشده است. 
مومنی در کتاب اقتصاد سیاسی توسعه در ایران امروز و همچنین در یک سخنرانی به تاریخ ۱۴ دی ماه ۱۴۰۲ در موسسه دین و اقتصاد می‌گوید: پس از جنگ افرادی مدیریت اقتصاد ملی را در دست گرفتند که بعدها در نهایت بی‌انصافی درباره مدیریت اقتصادی دوران جنگ اظهار نظر کردند، اما خود همین افراد قبلا از روند تخصیص مولد و توسعه‌گرایانه منابع ارزی در دوران جنگ ابراز شگفتی کرده بودند. وی همچنین در کتاب مذکور پیرامون مصادره‌های انجام شده می‌نویسد بخشی از این مصادره‌ها ناگزیر و با هدف پرداخت بدهی‌های بدهکاران فراری بود. در واقع دولت بدهی این افراد و شرکت‌ها را ملی کرد.

#### ارز ۴۲۰۰ تومانی
او در سال ۱۴۰۰ با مصاحبه‌های گوناگون به مخالفت با مسئله حذف تخصیص دلار ۴۲۰۰ تومانی و تک نرخی سازی ارز نمود. وی در یکی از مصاحبه‌ها بیان کرد که حذف تخصیص دلار ۴۲۰۰ تومانی، ۳۵۰ برابر بودن آن از طریق تورم رانت ایجاد می‌کند. در این سال دولت نیز این کار را انجام نداد و حتی خلاف قانون بودجه ۱۴۰۱ در فصل اول این سال هم تخصیص دلار ۴۲۰۰ تومانی ادامه یافت تا اینکه در خرداد ماه این سال به واسطه نداشتن منابع ارزی برای تخصیص با این نرخ بدون برنامه پولی مناسب و به شکل سراسیمه مجبور به اعلام حذف تخصیص ارز ۴۲۰۰ تومانی به واردات کالاها شد. در ماه‌های بعد بانک مرکزی نرخ جدید ۲۸۵۰۰ تومانی برای دلار را معرفی و سیاست تثبیت ارز چند نرخی را ادامه داد.
در پاسخ به انتقادات فرشاد مؤمنی به حذف ارز ۴۲۰۰ تومانی، سازمان برنامه و بودجه کشور در مرداد ماه سال ۱۴۰۱ متنی را منتشر و در از آن بیان کرد: «اگر در مورد حذف ارز ۴۲۰۰ تومانی اقدام نمی‌شد، اثرات آن در آینده از مسیر پایه پولی بیشتر موجبات تورم را فراهم می‌آورد» و بدین ترتیب بیان می‌کند که حذف ۴۲۰۰ ناخواسته و از سر اجبار بوده است. در ادامه این نامه این سازمان از فرشاد مؤمنی می‌خواهد برای رفع مشکلاتی که به آنها اشاره کرده طرح‌هایی که عملیاتی و اجرایی باشد به سازمان ارائه دهد.

### توافق هسته‌ای و رفع تحریم
مؤمنی در فروردین ۱۳۹۴ یعنی سه ماه قبل از امضای توافق هسته‌ای برای رفع تحریم‌های ایران با انتشار متنی دربارهٔ رفع تحریم، به دولت هشدار می‌دهد که رفع تحریم و ورود ارزهای بلوکه شده می‌تواند اقتصاد را به شرایط سال ۱۳۵۲ تا ۱۳۵۶ دچار کند و باید سرمایه خارجی و شرکت‌های وارد شده بعد از تحریم به‌جای کارهای غیر مولد به سمت کارهای مولد سوق داده شوند.

فرشاد مؤمنی در مرداد ماه سال ۱۳۹۴ در حالی که دو ماه از امضای توافق جامع هسته‌ای بین ایران و ۱+۵ می‌گذشت در مورد شرایط اقتصادی و سیاسی ایران و گشایش‌های اقتصادی در نتیجه توافق هسته‌ای می‌گوید: 
حالا که پس از آن‌همه فرصت‌سوزی در دوره بعد از سال‌های ۱۳۸۴ در اقتصاد ایران که در ابعاد بی‌سابقه‌ای تجربه شد، بالاخره فضا و فرصت‌های جدیدی یافته‌ایم، باید قدرشناس آن باشیم و همه در حد توان تلاش کنیم که به‌نحو بایسته و مقتضی از این شرایط بهره‌برداری شود. در این مسیر به‌نظر می‌رسد شاید یکی از مهم‌ترین کارهایی که باید انجام شود، معرفی فرصت‌هایی است که شرایط جدید نصیب ما کرده است. به یک اعتبار، آنچه در دوره پساتحریم اتفاق می‌افتد این است که ما به شرایطی (اقتصادی) شبیه سال‌های ۸۹ و ۹۰ برمی‌گردیم با این تفاوت که به‌واسطه سیاست‌های تنش‌زدایانه که دولت جدید به‌کار گرفته، در مقایسه با آن دوره، هزینه‌های مبادله برای ما در استاندارد بین‌المللی کاهش یافته و میل و رغبت برای همکاری با ایران نیز به همان نسبت افزایش پیدا کرده است. اینها فرصت‌هایی است که در سال ۹۰ نداشته‌ایم.

## آثار
- علم اقتصاد و بحران در اقتصاد ایران
- کالبدشناسی یک برنامه توسعه
- آثار و پیامدهای فرهنگی عضویت ایران در گات
- اقتصاد ایران در دوران تعدیل ساختاری
- ترجمه نظریه نهادگرایی در علم سیاست، نوشته گای پیترز
- اقتصاد سیاسی توسعه در ایران امروز
- اقتصاد دانش بنیان بررسی نقش فناوری و نوآوری در توسعه اقتصادی
- ایران و پدیده جهانی شدن
- عدالت اجتماعی، آزادی و توسعه در ایران امروز
- مرزهای دانش توسعه
- اقتصاد دانش‌بنیان؛ مبانی، مفاهیم، روش‌شناختی